# Bolinha (cantor)
Bolinha, nome artístico de Euclides Pereira Rangel é um cantor e compositor brasileiro. Em 1956, teve o bolero "Boneca cobiçada", de sua autoria e Biá, a música tocada por mais de um ano nas rádios do país. Sendo uma das músicas mais gravadas tornou-se um grande sucesso na voz de grandes cantores. 

## Obra
- Boneca cobiçada (bolero c/ Biá).[1]
- Cabecinha de vento (bolero c/ Brioso) [3]
- Prisioneira (guarânia c/ Zé do Rancho) [3]

## Discografia
- Defeito dos homens/Catarina
- Ciúmes que falam/Maria ciumenta
- Sombra amiga/Mesa vazia
- História de minha vida/Sinceridade
- Andarilho/Meu castigo
- Quarenta janeiros/Teu bilhete